# デビー・ダン
デビー・ダン（Debbie Dunn、1978年3月26日 - ）は、アメリカ合衆国代表として競技する陸上競技選手。短距離走、特に400mを専門とする。
ジャマイカのセント・アン教区出身であるが、アメリカのメリーランド州のフェアモント・ハイツ高校（Fairmont Heights High School）に進学後、ノーフォーク州立大学を卒業した。2004年にアメリカ国籍を取得している。ダン自身はジャマイカにもアメリカにも誇りを持っており、自宅には両国の国旗を掲げている。
2009年世界選手権400mでは49秒95の自己新記録をマークして決勝に進出、決勝では自己ベストよりわずかに遅れて6位に入賞した。 同選手権4×400mリレーでは誰よりも早くゴールを切り、アリソン・フェリックス、ラシンダ・ディーマス、サーニャ・リチャーズとともに金メダルを手にした。
1年後、カタールのドーハで開かれた世界室内選手権で400mに出場、初めての世界レベルの大会で個人種目のメダルを獲得した。また4×400mリレーで2個目の金メダルをディーディー・トロッター、ナターシャ・ヘイスティングス、フェリックスとともに獲得した。記録は3分27秒34であった。 
2012年7月、ドーピング検査の結果、禁止薬物の陽性反応が出たと発表された。これにより、内定していたロンドンオリンピックアメリカ代表の座を失い、同年9月、2年の大会出場停止処分が申し渡された。

## 個人記録
- 200m：22秒73（2009年）
- 400m：49秒64（2010年）